# Estrella Alfon
Pour les articles homonymes, voir Alfon.
Estrella Alfon, née en 1917, morte en 1983, est une écrivaine et dramaturge philippine, écrivant en langue anglaise.

## Biographie
Estrella Alfon naît le 18 juillet 1917 à Cebu. Ses parents sont commerçants à Cebu. Elle commence des études universitaires. Mais à la suite d'ennuis de santé et d'un diagnostic erroné de tuberculose, elle est envoyée dans un sanatorium, et interrompt ces études,.
Dans les années 1930, elle est encore étudiante quand elle devient la muse d’un groupe d’avant-garde littéraire philippin, les Veronicans (qui utilise l’anglais dans leurs écrits). Elle publie sa première nouvelle, Grey Confetti, en 1935, dans un magazine, Graphic. En 1937, elle publie Servant Girl, une autre nouvelle, évoquant les thèmes des classes sociales et de l’inégalité entre les sexes. Les écrits se succèdent, utilisant comme matière son expérience personnelle,. Elle est l'écrivaine philippine la plus prolifique avant la Seconde Guerre mondiale. Elle contribue régulièrement à des magazines de Manille. En 1940, un recueil de ses premières nouvelles, Dear Esmeralda, reçoit une mention honorable au Commonwealth Literary Award. L’occupation japonaise qui marque profondément les Philippines pendant la Seconde Guerre mondiale devient également un thème évoqué dans certains de ses écrits.
En 1950, une de ses nouvelles, Fairy Tale for the City (Contes de fées pour la ville), est à l’origine d’une controverse avec la Ligue catholique des Philippines qui considère cet écrit comme obscène. Le thème de cette nouvelle est l’initiation sexuelle d’un jeune homme. Estrella Alfon est traduite en justice pour cette accusation d’obscénité, et condamnée à une amende, que le juge paye lui-même,,,.
Dans les années 1960, elle publie, entre autres, une succession de pièces de théâtres en un acte, comme Forever Witches (Sorcièrespour toujours) en 1960, ou encore With Patches of Many Hues. Plusieurs de ses écrits lui valent le prix littéraire philippin Palanca. En 1979, elle obtient également une bourse National Fellowship in Fiction du Centre d’écriture créative de l’Université des Philippines.
Elle meurt le 28 décembre 1983, à 66 ans, à la suite d'une crise cardiaque sur scène lors de la soirée de remise des prix du Festival du film de Manille.